# Biskupi Goiás
Biskupi Goiás – administratorzy i biskupi diecezjalni prefektury terytorialnej, a od 1826 diecezji Goiás.

## Biskupi

### Biskupi diecezjalni
| Lata urzędowania | Biskup | Biskup                                      | Uwagi |
| ---------------- | ------ | ------------------------------------------- | --- |
|                  |        | Vicente do Espirito Santo OAD               | prefekt Goiás w latach 1782–1788 |
|                  |        | José Nicolau de Azevedo Coutinho Gentil     | prefekt Goiás w latach 1788–1793 |
|                  |        | Vicente Alexandre de Tovar                  | prefekt Goiás w latach 1803–1808 |
|                  |        | Antônio Rodrigues de Aguiar                 | prefekt Goiás w latach 1810–1818 |
| 1826–1854        |        | Francisco Ferreira de Azevedo               | prefekt Goiás w latach 1820–1826, następnie biskup diecezjalny Goiás |
| 1861–1863        |        | Domingos Quirino de Souza                   | |
| 1865–1876        |        | Joaquim Gonçalves de Azevedo                | następnie arcybiskup metropolita Salvador da Bahia |
| 1876–1877        |        | Antônio Maria Corrêa de Sá e Benevides      | następnie biskup diecezjalny Mariany |
| 1881–1890        |        | Cláudio José Gonçalves Ponce de Leão CM     | następnie biskup diecezjalny São Pedro do Rio Grande do Sul |
| 1890             |        | Joaquim Arcoverde de Albuquerque Cavalcanti | następnie koadiutor São Paulo w latach 1892–1894, późniejszy biskup diecezjalny São Paulo w latach 1894–1897, następnie arcybiskup metropolita São Sebastião do Rio de Janeiro, kardynał |
| 1891–1907        |        | Eduardo Duarte e Silva                      | następnie biskup diecezjalny Uberaba |
| 1908–1921        |        | Prudencio Gomes da Silva                    | |
| 1922–1955        |        | Manuel Gomes de Oliveira SDB                | |
| 1957–1959        |        | Cândido Bento Maria Penso OP                | |
| 1960–1966        |        | Abel Ribeiro Camelo                         | |
| 1967–1998        |        | Tomás Balduino OP                           | |
| 1998–2020        |        | Eugène Rixen                                | |
| od 2020          |        | Jeová Elias Ferreira                        | |